# Landtagswahlkreis Oberspreewald-Lausitz III/Spree-Neiße III
Der Wahlkreis Oberspreewald-Lausitz III/Spree-Neiße III (Wahlkreis 40) ist ein Landtagswahlkreis in Brandenburg. Er umfasst die Städte Calau, Lübbenau/Spreewald und Vetschau/Spreewald aus dem Landkreis Oberspreewald-Lausitz sowie die Gemeinde Kolkwitz und das Amt Burg (Spreewald) aus dem Landkreis Spree-Neiße. Wahlberechtigt waren bei der letzten Landtagswahl 41.140 Einwohner.

## Wahlkreisabgeordnete
- 2004–2014: Werner-Siegwart Schippel (SPD)
- 2014–2019: Roswitha Schier (CDU)
- seit 2019: Daniel Münschke (AfD)

## Landtagswahl 2024
Bei der Landtagswahl 2024 wurde Daniel Münschke mit 36,8 % der Erststimmen im Wahlkreis direkt gewählt. Die Wahlbeteiligung lag bei 75,5 %. Die weiteren Ergebnisse:
| Direktkandidat     | Partei                    | Erststimmen in % | Zweitstimmen in % |
| ------------------ | ------------------------- | ---------------- | ----------------- |
| Jeremy Scheibe     | SPD                       | 30,6             | 31,7              |
| Daniel Münschke    | AfD                       | 36,8             | 33,6              |
| René Kochan        | CDU                       | 16,1             | 11,4              |
| Maximilian Schuldt | GRÜNE                     | 1,1              | 1,6               |
| Kathrin Dannenberg | Die Linke                 | 5,5              | 2,2               |
| Thilo Christiansen | BVB/FW                    | 4,2              | 1,9               |
| Cora Schulz        | FDP                       | 1,0              | 0,7               |
| Evgueni Kivman     | Tierschutzpartei          | 2,5              | 1,6               |
| –                  | Plus (Piraten, ÖDP, Volt) | –                | 0,6               |
| –                  | BSW                       | –                | 13,1              |
| –                  | III. Weg                  | –                | 0,1               |
| –                  | DKP                       | –                | 0,0               |
| Peter Schollbach   | DLW                       | 2,3              | 1,1               |
| –                  | WU                        | –                | 0,4               |

## Landtagswahl 2019
Bei der Landtagswahl 2019 wurde Daniel Münschke (AfD) mit 28,0 % der Erststimmen im Wahlkreis direkt gewählt. Die Wahlbeteiligung betrug 65,9 %. Die weiteren Ergebnisse:
| Direktkandidat      | Partei           | Erststimmen in % | Zweitstimmen in % |
| ------------------- | ---------------- | ---------------- | ----------------- |
| Kathrin Schneider   | SPD              | 24,6             | 28,0              |
| Roswitha Schier     | CDU              | 20,4             | 17,2              |
| Kathrin Dannenberg  | Die Linke        | 11,6             | 8,8               |
| Daniel Münschke     | AfD              | 28,0             | 28,5              |
| Stefan Schön        | GRÜNE            | 6,0              | 5,3               |
| Hans-Peter Kamenz   | BVB/FW           | 5,1              | 3,7               |
| –                   | PIRATEN          | –                | 0,6               |
| Christopher Choritz | FDP              | 4,2              | 4,8               |
| –                   | ÖDP              | –                | 0,5               |
| –                   | Tierschutzpartei | –                | 2,3               |
| –                   | V-Partei³        | –                | 0,2               |

## Landtagswahl 2014
Bei der Landtagswahl 2014 wurde Roswitha Schier im Wahlkreis direkt gewählt. Die Wahlbeteiligung betrug 53,7 %. Die weiteren Wahlkreisergebnisse:
| Direktkandidat   | Partei    | Erststimmen in % | Zweitstimmen in % |
| ---------------- | --------- | ---------------- | ----------------- |
| Carola Krahl     | SPD       | 30,0             | 35,3              |
| Mario Dannenberg | DIE LINKE | 18,3             | 14,9              |
| Roswitha Schier  | CDU       | 31,2             | 28,0              |
| Stefan Schön     | GRÜNE     | 4,8              | 3,4               |
| Thomas Hirsch    | FDP       | 1,3              | 1,1               |
| Ralf Reinartz    | NPD       | 2,7              | 2,6               |
| Fred Steinigk    | BVB/FW    | 2,1              | 1,2               |
|                  | REP       |                  | 0,2               |
|                  | DKP       |                  | 0,2               |
| Detlef Lippert   | AfD       | 9,6              | 12,1              |
|                  | PIRATEN   |                  | 1,0               |

## Landtagswahl 2009
Bei der Landtagswahl 2009 wurde Werner-Siegwart Schippel im Wahlkreis direkt gewählt. Die Wahlbeteiligung lag bei 68,6 %. Die weiteren Wahlkreisergebnisse:
| Direktkandidat           | Partei              | Erststimmen in % | Zweitstimmen in % |
| ------------------------ | ------------------- | ---------------- | ----------------- |
| Werner-Siegwart Schippel | SPD                 | 32,0             | 35,1              |
| Kerstin Bednarsky        | Die Linke           | 27,1             | 24,1              |
| Roswitha Schier          | CDU                 | 29,0             | 22,8              |
| -                        | DVU                 | -                | 01,6              |
| Werner Suchner           | GRÜNE               | 06,1             | 04,1              |
| -                        | FDP                 | -                | 06,5              |
| -                        | 50 Plus             | -                | 00,4              |
| -                        | DKP                 | -                | 00,1              |
| -                        | REP                 | -                | 00,2              |
| -                        | Die-Volksinitiative | -                | 00,3              |
| Stella Hähnel            | NPD                 | 03,2             | 02,5              |
| -                        | RRP                 | -                | 00,5              |
| Daniela Kroll            | Freie Wähler        | 02,6             | 01,6              |

## Landtagswahl 2004
Die Landtagswahl 2004 hatte folgendes Ergebnis:
| Direktkandidat           | Partei          | Erststimmen in % | Zweitstimmen in % |
| ------------------------ | --------------- | ---------------- | ----------------- |
| Werner-Siegwart Schippel | SPD             | 30,6             | 33,6              |
| Roswitha Schier          | CDU             | 25,3             | 21,8              |
| Wolfgang Thiel           | PDS             | 28,6             | 25,1              |
| –                        | DVU             | –                | 06,4              |
| Ronald Miottke           | Grüne           | 03,1             | 02,5              |
| Bernhard Munitzk         | FDP             | 04,2             | 03,2              |
| Peter Schollbach         | AfW             | 03,4             | 00,9              |
| Mario Michling           | AUB-Brandenburg | 03,1             | 01,2              |
| –                        | DKP             | –                | 00,1              |
| –                        | Graue           | –                | 00,6              |
| –                        | Familie         | –                | 02,8              |
| –                        | 50Plus          | –                | 01,1              |
| –                        | JA              | –                | 00,3              |
| Bernd Erlat              | Offensive D     | 01,7             | 00,2              |
| –                        | BRB             | –                | 00,3              |